# Saprinus namibiensis
Saprinus namibiensis är en skalbaggsart som beskrevs av Thérond och Vienna 1983. Saprinus namibiensis ingår i släktet Saprinus och familjen stumpbaggar. Inga underarter finns listade i Catalogue of Life.